# UCL Global Business School for Health
La UCL Global Business School for Health (UCL GBSH) è una scuola di business fondata nel 2021 all'interno di University College London (UCL) e situata nel campus UCL East a Stratford, Londra. Si presenta come la prima business school al mondo dedicata esclusivamente al settore salute, combinando formazione manageriale e ricerca con l'expertise della sanità pubblica e della population health.

## Storia
La GBSH è stata annunciata nel settembre 2021 e posizionata come la prima business school interamente focalizzata sulla salute. UCL ha indicato tra le motivazioni la pandemia di COVID-19, l’invecchiamento della popolazione e il cambiamento climatico.
In un articolo per AACSB Insights, la direttrice fondatrice Nora Colton ha illustrato l’obiettivo di formare leader capaci di sviluppare soluzioni sistemiche alle sfide sanitarie globali. Poets & Quants ha successivamente evidenziato l’espansione dell’offerta con nuovi programmi, tra cui il DBA Health per figure apicali del settore. Cfr. anche il profilo istituzionale di Colton sul portale UCL.

## Campus
La scuola ha sede nell’edificio Marshgate del campus UCL East, nel Parco Olimpico della Regina Elisabetta (Stratford). L’immobile, di otto piani e progettato dallo studio Stanton Williams (circa 33.500 m² di superficie utile), è stato inaugurato nel settembre 2023. Il progetto privilegia la collaborazione interdisciplinare e ospita anche altri dipartimenti UCL e spazi pubblici per l’interazione tra accademia, impresa e società.

## Offerta formativa
Tra i programmi figurano l’MBA Health (a tempo pieno e parziale) e il dottorato MPhil/PhD in Global Business for Health. Dal 2025/26 sono attivi anche i corsi di laurea Business and Health BSc e Business and Health MSci.
Per professionisti in attività sono disponibili l’Executive MBA Health e vari programmi di Executive Education (leadership sanitaria, salute digitale, ecc.). Il DBA Health è rivolto a dirigenti con esperienza nel settore sanitario.

## Partnership e borse di studio
Nel marzo 2025 la GBSH, insieme alla emlyon business school, ha lanciato un doppio titolo in Biotech and Pharmaceutical Management. Nel maggio 2025 è stata annunciata la borsa UCL Bupa Scholarship, un MBA completamente finanziato con contributo di mantenimento.